# روبي كينغ (عازف الأرغن)
روبي كينغ هو عازف الأرغن كندي، ولد في 27 مايو 1947 في مالاركتيك في كندا، وتوفي في 17 أكتوبر 2003 في كولومبيا البريطانية في كندا.

## وصلات خارجية
- روبي كينغ على موقع ميوزك برينز (الإنجليزية)
- روبي كينغ على موقع أول ميوزيك (الإنجليزية)
- روبي كينغ على موقع ديسكوغز (الإنجليزية)